# Iota Delphini
Iota Delphini (ι Del / 5 Delphini / HD 196544 / HR 7883) es una estrella en la constelación del Delfín de magnitud aparente +5,42.
Se encuentra a 177 años luz del sistema solar.
Iota Delphini es una estrella blanca de la secuencia principal de tipo espectral A2V con una temperatura efectiva de 9164 K. 
Al igual que el Sol, esta clase de estrellas obtienen su energía a partir de la fusión nuclear del hidrógeno, si bien son más calientes y luminosas que éste.
Algunas de las estrellas más brillantes en el cielo nocturno son estrellas blancas de la secuencia principal, siendo Sirio (α Canis Majoris) la más conocida; en la constelación del Delfín, ζ Delphini es otro ejemplo notable.
Iota Delphini posee una luminosidad 17 veces mayor que la luminosidad solar y tiene una mayor metalicidad que el Sol, aproximadamente un 50% más elevada.
Sin embargo, unos pocos elementos —entre ellos el calcio— son menos abundantes que en el Sol y ha sido catalogada como estrella Am.
Su velocidad de rotación es de al menos 41 km/s —20 veces más rápida que la del Sol—, si bien este valor es sólo el límite inferior, ya que la cifra real depende de la inclinación de su eje de rotación respecto a la Tierra.
Posee una masa de 2,08 masas solares y ha consumido sólo el 38% de su vida como estrella de la secuencia principal.
Iota Delphini es una binaria espectroscópica con un período orbital de 11,039 días, siendo la órbita moderadamente excéntrica (ε = 0,23).